# Ematite

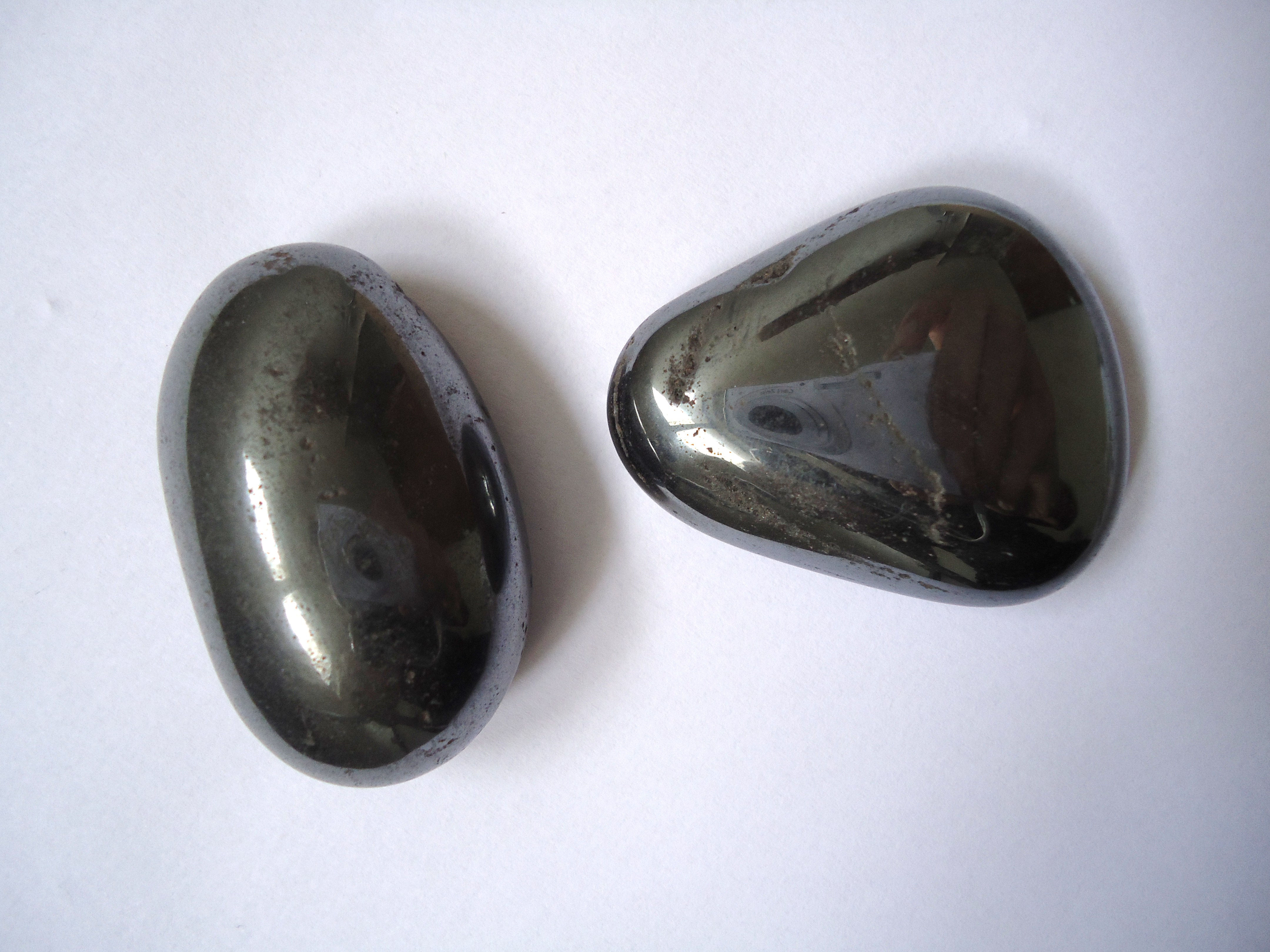
Granuli arrotondati di ematite

L'ematite (simbolo IMA: Hem) è un minerale molto comune appartenente al gruppo omonimo facente parte della classe minerale degli "ossidi e idrossidi" con composizione chimica Fe2O3; quindi, da un punto di vista chimico, l'ematite è ossido ferrico.

## Etimologia e storia
Il nome ematite deriva dal greco antico αἷμα ('aima', che significa sangue, spargimento di sangue, parente di sangue) e dal suo genitivo αἵματος ('aimatos'). Sulla base di questa antica parola greca e delle descrizioni di autori antichi, che descrivono non solo l'odierna ematite, ma anche varie pietre associate al sangue nell'antichità, il nome si è diffuso attraverso la lingua latina.
Secondo lo storico Teofrasto, la pietra sarebbe simile al sangue solidificato.
I sinonimi pietra di sangue (da latino 'lapis haematitis' e 'lapis haematites' per 'pietra del sangue'), oppure i sinonimi haematites, ferrum haematites ed ematites o emathites (secondo Thomas von Cantimpré) erano diffusi in Europa sin dal XV secolo. Tuttavia, il sinonimo bloodstone ('pietra di sangue') comune nei paesi di lingua inglese, sta per eliotropio ed è quindi un falso amico talvolta fuorviante.
Il nome ormai obsoleto specularite ('pietra specchio') indica che l'ematite era già lucidata e utilizzata come specchio nell'antichità per la sua forte lucentezza metallica.
L'estrazione della sanguigna è stata una delle prime attività minerarie dell'umanità; il minerale polveroso veniva già estratto a Pinnacle Point in Sudafrica circa 164 000 anni fa. Inoltre la polvere di ematite è stata trovata anche in luoghi di sepoltura risalenti a circa 80 000 anni fa e sono noti anche pozzi paleolitici di gesso rosso vicino a Rydno (Polonia) e vicino a Lovas (Ungheria) risalenti al 60 000 a.C..
Le miniere sotterranee più antiche d'Europa si trovano a Tzines e Vaftochili sull'isola greca di Taso (dal 15 000 al 20 000 a.C. circa). In Germania ci sono anche tracce di attività mineraria preistorica vicino a Bad Sulzburg e nella Münstertal (Foresta Nera) attribuibile alla cultura della ceramica lineare dell'Alto Reno.
Gli Assiri ottenevano l'ematite tra l'altro dalle terre di appartenenza Nairi nella Turchia nord-orientale ed è documentato l'uso del minerale come tributo sotto il regno di Tiglatpileser I.
I ricchi giacimenti ferrosi dell'isola d'Elba erano già sfruttati dagli Etruschi.
Nel Fichtelgebirge, nella Baviera nordorientale, l'estrazione dell'ematite è documentata a partire dal 1300.
L'ematite era conosciuta e riconosciuta come specie minerale indipendente molto prima della fondazione dell'Associazione Mineralogica Internazionale (IMA); ciò teoricamente conferirebbe all'ematite lo status di minerale protetto. Nel 1885, tuttavia, Arcangelo Scacchi scoprì nel tufo campano in Italia un minerale che considerò una variante aghiforme del minerale che chiamò raphisiderite (rafisiderite). Tuttavia, sulla base delle sue ricerche, Ferruccio Zambonini considerò il minerale come ilvaite e nella pubblicazione Old Mineral Names in German Literature pubblicata da J.G. Haditsch e H. Maus nel 1974, la raphisiderite è data come sinonimo di ilvaite. Secondo la cristallografia a raggi X di M. Federico (sulla natura della rafisiderite, 1967), la rafisiderite risultò in realtà essere una varietà aghiforme di ematite. Nell'edizione del 1968 di New Mineral Names pubblicata da Michael Fleischer, la rafisiderite fu quindi declassificata in quanto identica all'ematite. Ciò venne confermato e riconosciuto nella pubblicazione del 1971 dell'IMA/CNMNC: Commissione sui nuovi minerali e nomi di minerali, che allo stesso tempo significò il successivo riconoscimento dell'ematite. Da allora l'ematite è stata inserita nella "Lista dei minerali e dei nomi dei minerali" dell'IMA con il riconoscimento generale "IMA 1971 s.p." (procedura speciale).
L'ematite di colore rosso, avente una consistenza grassa per via di argille mischiate ad essa e perciò resistente alle intemperie, è utilizzata sin dall'antichità per marchiare il bestiame o tracciare i confini di proprietà. Inoltre dall'uso nelle arti grafiche dell'ematite viene il termine "matita", in quanto questo materiale fu usato per produrre le prime matite.

## Classificazione
Nella Sistematica dei lapis (Lapis-Systematik) di Stefan Weiß l'ematite si trova nella classe degli "ossidi con rapporto molare metallo: ossigeno = 2:3 (M2O3 e composti correlati)", dove forma l'omonimo "gruppo dell'ematite" con il numero di sistema IV/C.04 insieme a corindone, eskolaite, karelianite e tistarite.
La nona edizione della classificazione dei minerali di Strunz, aggiornata l'ultima volta dall'Associazione Mineralogica Internazionale (IMA) nel 2009, elenca l'ematite nella classe "4. Ossidi (idrossidi, V[5,6] vanadati, arseniti, antimoniti, bismutiti, solfiti, seleniti, telluriti, iodati)" e da lì nella sottoclasse "4.C Metallo:Ossigeno = 2:3, 3:5 e simili"; questa viene ulteriormente suddivisa in base alle dimensioni del cationi coinvolti, in modo che l'ematite possa essere trovata nella sezione "4.CB Con cationi di media dimensione" dove forma il sistema nº 4.CB.05 insieme ad auroantimonato, brizziite, ecandrewsite, karelianite, melanostibite, romanite, tistarite, corindone, eskolaite, geikielite, ilmenite e pirofanite.
Nell'edizione successiva, proseguita dal database "mindat.org" e chiamata Classificazione Strunz-mindat, tale classificazione viene mantenuta invariata, anche se nella sezione 4.CB.05 si aggiungono anche akimotoite, hemleyite e due minerali ancora in attesa di un nome: un ossido di ferro-cromo e uno con il nome provvisorio UM1998-11-O-AuHSb.
Nella classificazione dei minerali Dana, utilizzata principalmente nei paesi di lingua inglese, l'ematite sta nella classe degli "ossidi e idrossidi" e nella sottoclasse "ossidi"; qui si trova insieme a corindone, eskolaite, karelianite e tistarite nel "gruppo del corindone-ematite (romboedrico: R-3c)" con il sistema nº 04.03.01 all'interno della sottosezione "ossidi semplici con carica cationica 3+ (A2O3)".

## Abito cristallino

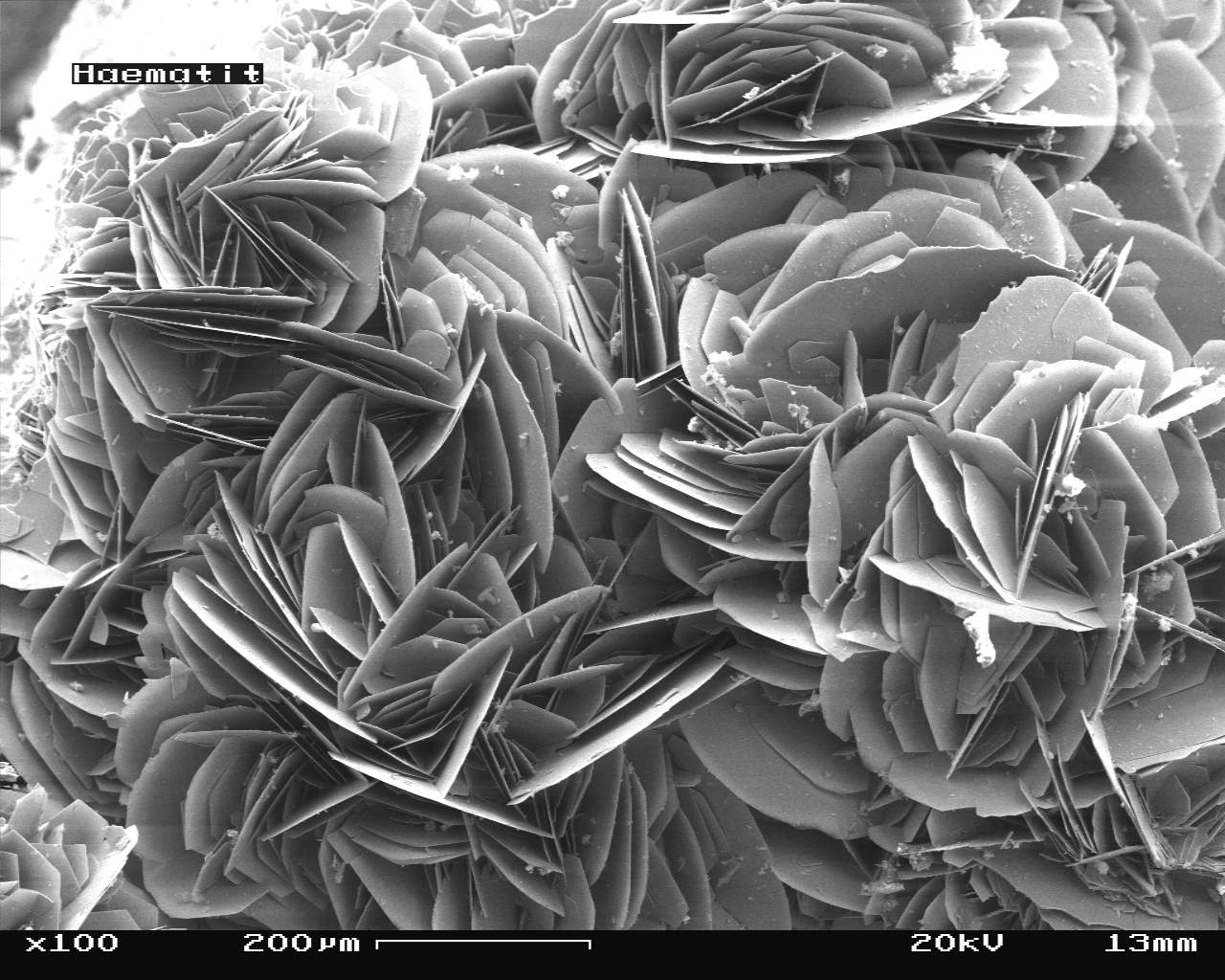
Ematite al microscopio elettronico a scansione (SEM)

L'ematite cristallizza nel sistema trigonale nel gruppo spaziale R3c (gruppo nº 167) con i parametri reticolari a = 5,03 Å e c = 13,75 Å, oltre ad avere 6 unità di formula per cella unitaria.
L'aspetto è terroso, tabulare (una delle caratteristiche più frequenti dei cristalli è quello di presentarsi in lamelle molto sottili o tabulari con la base molto sviluppata). Tuttavia l'abito può essere anche lenticolare con le facce del romboedro con gli spigoli smussati o arrotondati. Più raramente l'abito è romboedrico o più complesso con combinazioni di romboedri con facce bipiramidali esagonali. Sovente si hanno striature triangolari che evidenziano la simmetria trigonale del minerale.
La struttura cristallina può essere descritta come uno stretto impaccamento esagonale leggermente distorto di atomi di ossigeno, con solo uno strato di ossigeno ogni sesto disposto uno sopra l'altro. I cationi Fe3+ si trovano negli spazi ottaedrici, sebbene solo 2/3 di questi spazi siano occupati, il che significa una riduzione della simmetria nel sistema trigonale.

## Proprietà chimico-fisiche
L'ematite è solitamente opaca e presenta solo una traslucenza rossastra in scaglie molto sottili, ma dopo un po' diventa di colore rosso brillante a causa degli agenti atmosferici. Il colore del suo striscio va da un caratteristico rosso sangue fino al marrone rossastro.
La sua durezza Mohs è compresa tra 5 e 6 e la sua densità è mediamente di 5,26 g/cm³. Tuttavia, a causa di piccole miscele estranee di magnesio, titanio e altri elementi, che variano a seconda della posizione, la densità può variare tra 5,2 e 5,3 g/cm³.
L'ematite è antiferromagnetica e la sua temperatura di Néel è di 675 °C.
L'ematite non fonde al cannello a soffiatura ed è debolmente solubile negli acidi, anche se in polvere.
L'ematite si trova in vari minerali e rocce, tra cui il granito rosa di Baveno, che deve il colore rosa proprio a molecole di ematite.
L'ematite è diffusa in minute lamelle disposte uniformemente in uno dei componenti del granito rosa, l'ortoclasio, che assume così la colorazione rosa.
- Peso molecolare: 159,69 grammomolecola[2]
- Densità di elettroni: 5,04 g/cm³[2]
- Indici quantici[2]:
- fermioni: 0,01
- bosoni: 0,99
- Indici di fotoelettricità[2]:
  - PE: 21,37 barn/elettroni
  - ρ: 107,83 barn/cm³
- Indice di radioattività: GRapi: 0 (Il minerale non è radioattivo)[2]
- Magnetismo: il minerale è magnetico solamente dopo riscaldamento[2][9]; tuttavia la varietà martite presenta una debole quantità di magnetismo dervivante dalla pseudomorfosi di essa dalla magnetite[6]
- Solubilità in acidi: è solubile in acido cloridrico concentrato[6].

Grazie alla forte presenza di ferro, l'ematite è un campione ideale per la spettroscopia Mössbauer: utilizzando come sorgente di fotoni ad alta energia il Cobalto 57, è possibile eccitare i livelli energetici nucleari degli isotopi di ferro 57 presenti all'interno del minerale. Lo spettro presenta sei picchi di assorbimento, il cui shift isomerico misurato è 0,36 mm/s a temperatura ambiente.

## Modificazioni e varietà
Il composto ossido ferrico (Fe2O3) è dimorfico e si trova in natura insieme all'ematite (che cristallizza nel sistema trigonale) come maghemite (che invece cristallizza nel sistema cubico).
L'ematite forma una serie mista completa con l'ilmenite a temperature superiori a 950 °C. Tuttavia, dopo il raffreddamento, i cristalli misti si disintegrano e si forma ilmenite lamellare.
L'ematite si presenta in varie forme, ma solitamente possiede lucentezza metallica in cristalli dal grigio acciaio al nero ferro, lucidi, spesso iridescenti o in cristalli foliati.
Sono conosciute le seguenti varietà di ematite:
- bloodstone: minerale di ferro rosso molto denso proveniente da Monti Metalliferi (Sassonia, Germania), da non confondere con l'eliotropio
- ematite micacea: finemente friabile[35]
- ocra di ferro, ocra rossa o gesso rosso; in natura si trova mescolata con argilla e quindi è più morbida. L'ocra rossa[35], è usata come pigmento colorante; si genera da processi di alterazione superficiale dei giacimenti ferriferi con formazione di "cappellacci"
- rosa di ferro: è un aggregato cristallino a forma di rosetta
- minette: è un minerale oolitico-sedimentario
- testa di vetro rosso: possiede superficie a forma di rene e struttura fibrosa
- martite: è uno pseudomorfo dall'ematite alla magnetite.

Altre varietà sono l'oligisto (grossi cristalli di origine pneumatolitica) e l'ematite fibrosa (con cristalli allungati secondo {0001}).
Idroematite o turgite è il nome dell'ematite idrata (Fe2O3 • n(H2O)). Secondo altre fonti, la turgite è costituita da una miscela prevalentemente di ematite e goethite e che sia formata dall'erosione della goethite. La turgite prende il nome dalla sua località tipo, la miniera "Turjinskii" vicino a Krasnotur'insk (nell'Oblast' di Sverdlovsk, Russia).

## Origine e giacitura
Il minerale si trova in molte rocce effusive, nelle pegmatiti e nei filoni idrotermali ove i magmi residui si consolidano, tuttavia non manca anche la genesi sedimentaria per diagenesi della limonite.
È un minerale comunemente presente in situazioni di sovrasaturazione da ossigeno. Geneticamente è comune come minerale autigeno nei suoli o come minerale di alterazione superficiale. Può essere presente localmente in rocce magmatiche o metamorfiche regionali. Comune anche in giacimenti di tipo pneumatolitico e in skarn. I giacimenti principali sono tuttavia relazionabili a un evento unico e irripetibile nella storia del pianeta e sono concentrati nelle aree cratoniche principali. Si tratta dei cosiddetti BIF (Banded iron formation o taconiti: formazioni ferrose stratificate) testimonianti la comparsa dell'ossigeno libero in atmosfera e idrosfera a opera dei primi processi di fotosintesi clorofilliana. I BIF sono rocce sedimentarie chimiche marine di età paleoproterozoica (ca. 2 Ga), che spesso prendono il nome dalle località di affioramento (es. in Brasile sono note come Itaibiriti dal complesso minerario di Itabira, località sita all'interno del cratone di S. Francisco, stato di Minas Gerais).
Oltre alle BIF o taconiti, notevole importanza hanno anche formazioni sedimentarie metamorfosate dette itabiriti e jaspiriti site in Brasile, Africa e Australia, costituite da strati ferrosi di ematite alternati a strati silicei che possono arrivare a centinaia di metri d'altezza e a centinaia di chilometri di estensione e avere un tenore di ferro che si aggira intorno al 40%.
I principali paesi produttori a livello industriale sono Angola, Australia, Spagna, Cile, Sudafrica, Venezuela, Brasile, Liberia, Mauritania, Norvegia, Svezia.

## Forme in cui si presenta in natura
I cristalli più famosi sono gli enormi geminati a rosa di ferro presenti nei giacimenti brasiliani e argentini. Alcuni esemplari raggiungono un metro di diametro. In Europa famosi sono i geminati a rosa di ferro delle Alpi, tra cui quelli del San Gottardo, e i cristalli non geminati (varietà oligisto) dell'isola d'Elba.
Si trova anche in aggregati microcristallini reniformi. Ancora oggi è possibile trovarne splendidi esemplari cristallizzati in diverse regioni italiane; famosi sono i cristalli rinvenibili nelle discariche delle miniere dell'Isola d'Elba (cantieri Bacino e Valle Giove, LI).

### L'ematite dell'Isola d'Elba
Tra i migliori cristalli dell'isola d'Elba sono quelli di Rio Marina, da cui provengono cristallizzazioni con pirite. I cristalli più belli sono di colore nero o iridescenti per la presenza di goethite. La località isolana ricca di ematite è Vigneria. Forniscono interessanti campioni il cantiere Bacino (cristalli in abito romboedrico) e il cantiere di Valle Giove (cristalli con abito lenticolare o lamellare molto affilati, insieme a pirite, quarzo ed adularia).
Nella località Terranera è presente un lago formatosi per l'asportazione di ematite, separato dal mare da una sottile fascia di terra.
Le miniere dell'isola d'Elba operano dall'epoca degli Etruschi, come attestato dai resti di scorie ferrose trovate nei dintorni di Populonia ove l'ematite veniva trasportata per la lavorazione.

### L'ematite dei vulcani e delle Alpi
Nelle fumarole di alcuni vulcani, tra cui il Vesuvio, Etna, Stromboli, sono stati trovati ottimi cristalli tabulari, lamellari, la cui genesi è simile a quella della tenorite.
Le Alpi forniscono le "rose di ferro"; tra le località da ricordare sono il Passo del Gottardo e molte località dell'Ossola. Sono numerosi gli esempi di epitassia su rutilo presso il passo dell'Oberalp ed in Valle di Binn.

## Utilizzi

### Come materia prima

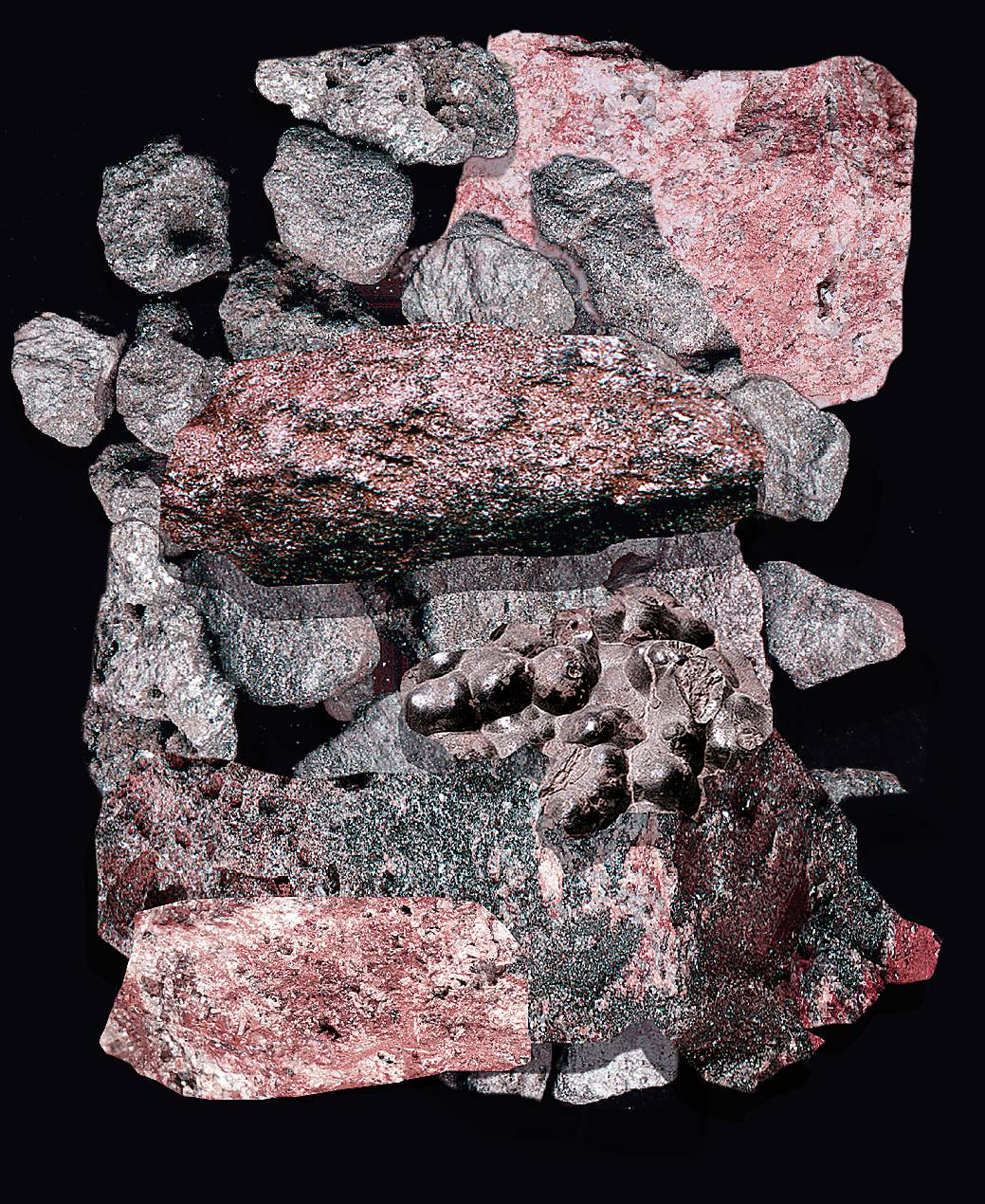
Minerali di ferro rosso (mica di ferro rossa, testa di vetro rossa, pietra sanguigna) da Suhl - Foresta della Turingia

Quando è pura, l'ematite contiene il 70% di ferro e, insieme alla magnetite (72% di ferro), è il minerale di ferro più importante.
Le pietre ricavate dalla forma cristallina dell'ematite furono usate per lungo tempo anche come specchi a causa della loro elevata riflettività. Inoltre l'ematite viene utilizzata anche come agente lucidante.

### Come pigmento
L'ematite è un pigmento importante e non tossico. Veniva utilizzato per pitture rupestri e body painting già nel Paleolitico; oggi il popolo Himba della Namibia, tra gli altri, lo utilizza per la cura del corpo.
Per l'utilizzo in campo artistico, l'ematite viene spesso pressata a forma di bastoncino e viene utilizzata anche come mina per matite. Le matite "sanguigne" sono morbide, colorano bene e vengono utilizzate dagli artisti per disegni e schizzi.
L'ematite è un componente di diversi pigmenti utilizzati nei colori degli artisti: l'ocra, il rosso pompeiano, il rosso veneziano, il caput mortuum violaceo e il tronco, tipologia ad alto contenuto di argilla prevalentemente utilizzato come materiale di base per la doratura.
I pigmenti contenenti ematite sono adatti per dipingere la ceramica e per tingere i fili di annodatura dei tappeti.
Nella fotografia analogica, il gesso rosso viene utilizzato per ritoccare negativi e positivi di grande formato perché seccandosi diventa opaco e può essere nuovamente lavato via.

### Pigmento a effetto e protezione dalla corrosione
Sotto forma di lastre o scaglie fini, piatte e cristalline (mica di ferro) in una matrice di vernice, l'ematite viene utilizzata come rivestimento superiore principalmente su superfici esterne, in particolare per proteggere le strutture in acciaio o i veicoli dalla corrosione. Poiché le piastrine sulla superficie riflettono la luce, la mica di ferro viene utilizzata anche come pigmento a effetto. Le piastre proteggono sia il legante dagli agenti atmosferici che il materiale sottostante dal contatto con sostanze corrosive. La vernice alla mica di ferro viene quindi chiamata anche "vernice per armature a scaglie".
Le vernici alla mica di ferro sono tradizionalmente utilizzate come rivestimento protettivo contro la corrosione per strutture di ponti e carrozze ferroviarie e hanno una durata fino a 25 anni o più.

### Come pietra preziosa

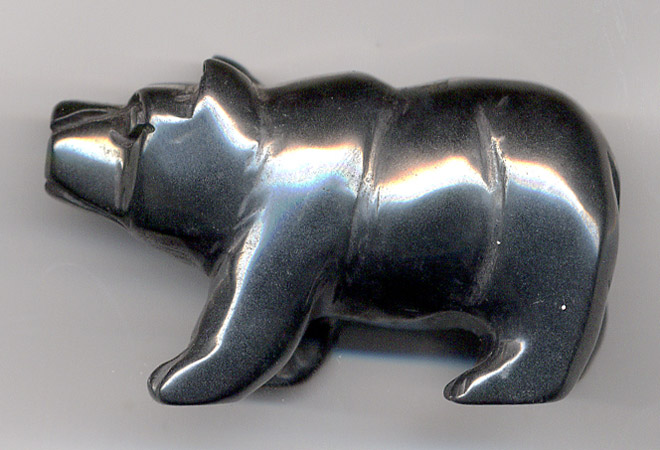
Scultura di un orso in ematite

L'ematite è una pietra preziosa popolare che si distingue per la sua forte lucentezza metallica dopo la lucidatura. Da un lato viene utilizzato in forma sfaccettata o come cabochon per gioielli, ma dall'altro viene anche lavorato in piccole sculture.
Tuttavia, va notato che l'ematite è molto sensibile al calore, ai sali e agli acidi (soprattutto borace e acido borico), quindi la pietra può decomporsi rapidamente se indossata sulla pelle. Inoltre si rompe facilmente a causa della sua fragilità.
Nel commercio di gioielli sono disponibili diverse manipolazioni e imitazioni dell'ematite. L'ematina è una “ricostruzione” realizzata con ossido di ferro in polvere e poi sinterizzato. Secondo la CIBJO (Confédération Internationale de la Bijouterie, Joaillerie et Orfèvrerie), l’ematite ricostruita deve essere designata come tale. Tuttavia, una roccia proveniente dal Brasile composta da ematite e magnetite può essere offerta come ematite purché il contenuto di ematite sia superiore al 50%. A differenza dell'ematite pura, nonostante il suo aspetto simile, questa roccia ha una struttura granulosa, ha uno striscio marrone-nero ed è anche magnetica e come prova di ciò è sufficiente un semplice test con la bussola.
A causa dell'aspetto simile, l'ematite può essere confusa con la magnetite così come con la davidite (che però è anche radioattiva, e quindi pericolosa), la cassiterite, la neptunite, la pirolusite (se massiccia) e la wolframite. Occasionalmente vengono anche trasformate in pietre preziose, sebbene solo per collezionisti.